# De Havilland Canada Dash 7
El de Havilland Canada DHC-7, conocido popularmente como Dash 7 (Guion 7), es un avión comercial regional de motor turbohélice con prestaciones de despegue y aterrizaje cortos (STOL). Voló por primera vez en 1975 y permaneció en producción hasta 1988, cuando la empresa matriz, de Havilland Canada, fue comprada por Boeing en 1986 y más tarde vendida a Bombardier. En 2006, Bombardier vendió el certificado de tipo al constructor Viking Air, basado en Victoria.

## Diseño y desarrollo
En los años 60, de Havilland Canada ya era bien conocida en todo el mundo por su serie de aviones STOL de altas prestaciones, notablemente los muy populares DHC-2 Beaver y DHC-6 Twin Otter. Sin embargo, estos aviones eran en general bastante pequeños y servían en rutas periféricas, a diferencia de las rutas regionales más concurridas, ya servidas por aviones turbohélice mayores de mejores prestaciones, como los Fokker F27, Fairchild F-27, Convair 580, Convair 600 y Hawker Siddeley 748.
El personal de la compañía de Havilland Canada creía que podía competir con estos diseños de forma indirecta. Con sus excelentes prestaciones STOL, sus diseños podían volar a los aeropuertos más pequeños situados en los centros de ciudad y a los más pequeños, periféricos y más austeros aeropuertos con pistas que otros aviones no podían usar fácilmente (sin pavimentar, sin mejorar). La especificación original requería un avión de 40 pasajeros con un alcance bastante corto de 200 millas, que operase desde pistas de solo 610 m (2100 pies).
Con las nuevas restricciones de ruido entrando en efecto en los años 70, un avión diseñado para este papel también tendría que ser muy silencioso. El ruido de la hélice depende de la longitud y la cuerda de la pala y de la velocidad a la que rota. Para cubrir estas nuevas regulaciones, el nuevo diseño usaba hélices mucho más grandes (sobredimensionadas) ajustadas para rotar a una velocidad menor a la normal de diseño. La mayor parte del sonido problemático de una hélice típica es generado en las puntas de las palas, que están rotando a la velocidad del sonido o justo por debajo. Usando palas de hélice sobredimensionadas no existe la necesidad de que la punta de la pala alcance la velocidad del sonido, y la velocidad de rotación puede de esta manera ser reducida sin sacrificar el empuje. Al reducir la velocidad, el ruido se reduce sustancialmente. El Dash 7 aterriza a menudo a solo 900 rpm, y despega a solo 1210 rpm.
En otros aspectos, el nuevo DHC-7 era esencialmente una versión mayor y de cuatro motores del Twin Otter: la disposición general permanecía similar, con un ala alta de gran alargamiento y detalles similares en la cabina y perfil del morro. Los cambios incluían la adición de presurización de cabina (que requería el cambio a un fuselaje con sección circular), tren de aterrizaje que se plegaba hacia delante dentro de las góndolas de motor internas y una gran cola en T ideada para mantener el elevador libre del rebufo de las hélices durante el despegue (el empenaje del Twin Otter tenía una disposición cruciforme).
El Twin Otter incorporaba "flaperones", que desplegaban los alerones como parte de los flaps, pero no se incluyeron en el Dash 7 debido al peso y a la complejidad. En su lugar, los alerones fueron reducidos en tamaño para permitir una mayor área de flaps, siendo incrementados con dos juegos de deflectores de alabeo (roll spoilers), o spoilerons. Los deflectores de alabeo interiores operan a todas las velocidades, mientras que los exteriores solo operan a velocidades inferiores a 130 KIAS para generar más control de alabeo a baja velocidad. Una vez en tierra, ambos deflectores de alabeo interiores y exteriores se extienden al unísono para ayudar a reducir la sustentación creada por el ala. Cada ala también incluye dos deflectores de suelo que solo se extienden una vez que se toca tierra. La mayor parte del borde de fuga se compone de una compleja disposición de doble flap Fowler instalado para generar una alta sustentación a baja velocidad. Durante un aterrizaje STOL típico, los flaps se seleccionan a 45°, generando más sustentación y más resistencia, permitiendo así descensos más pronunciados y velocidades de aproximación más bajas. Dependiendo del peso, la velocidad VREF con flaps a 45° está entre 70 y 85 nudos. Al tocar tierra, gracias a "interruptores de cuclillas" instalados en el tren principal, los flaps se retraen automáticamente a la posición de 25°, reduciendo así la sustentación una vez en la pista y generando mejores prestaciones de frenado. Los flaps también se retraen a 25° cuando la potencia de los motores se aumenta durante un procedimiento de motor y al aire. La disposición de cuatro motores ayuda a la sustentación a baja velocidad gracias a que el amplio diámetro de las hélices sopla aire sobre las alas ("rebufo"). Cuando se selecciona el reversor de empuje al aterrizar, las hélices revierten el paso, empujando el aire hacia delante y decelerando el avión de forma muy efectiva, junto con los frenos antibloqueo de las ruedas principales. Aún más importante, si un motor falla, el empuje asimétrico es mucho menor que en una disposición bimotora, aumentándose de este modo la seguridad y permitiendo una velocidad mínima de control inferior con un motor inoperativo.

## Historia operacional

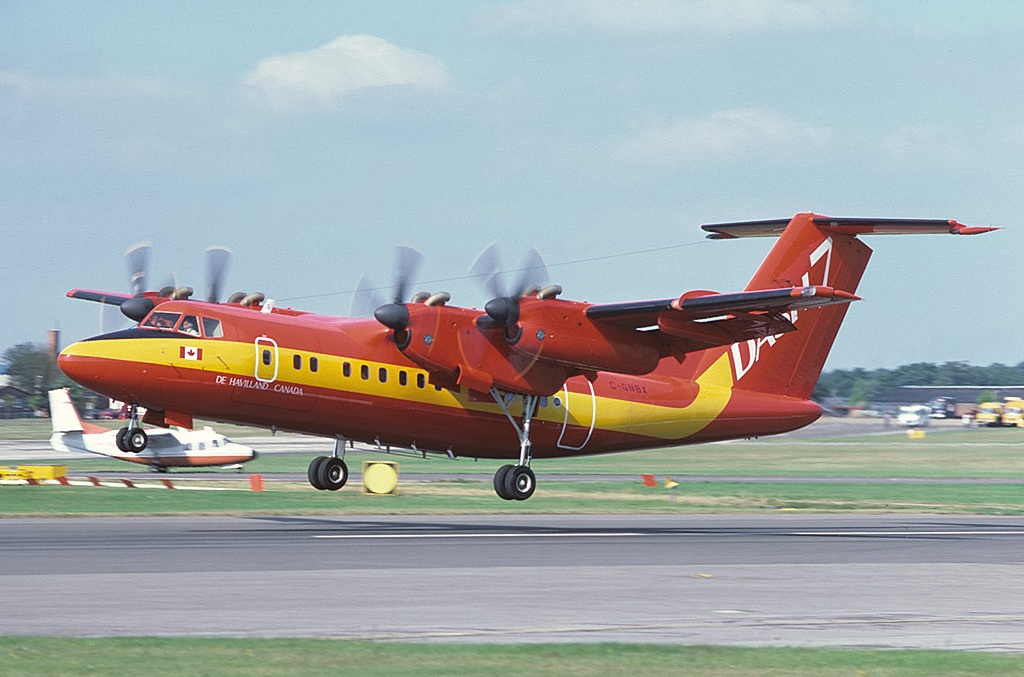
Prototipo del DHC-7-100 en la Muestra Aérea de Farnborough de 1978.

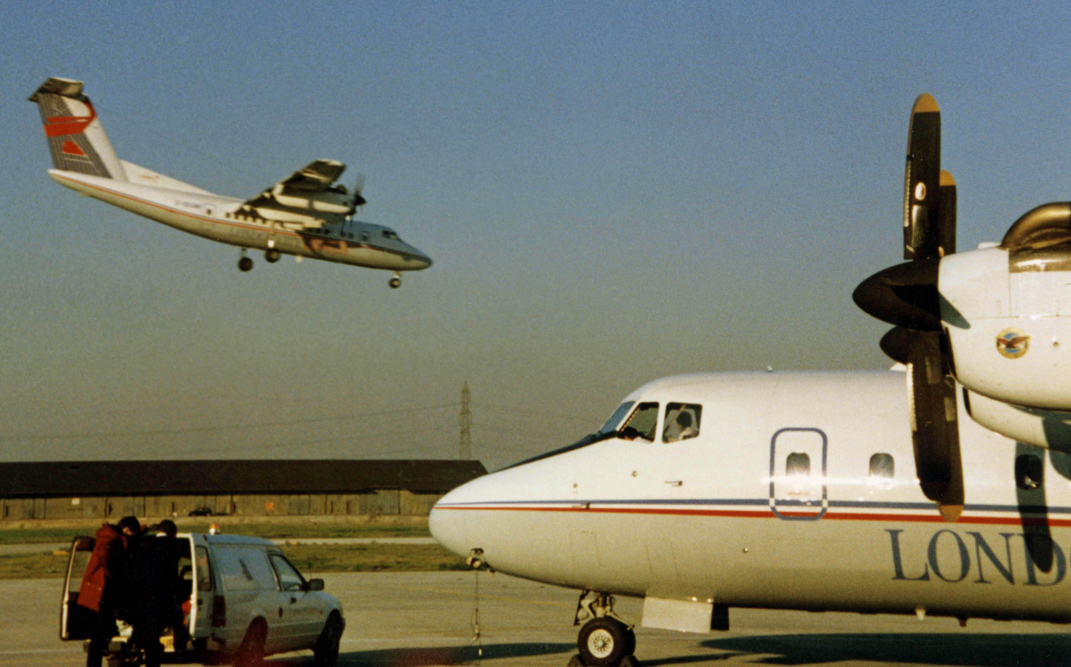
DHC-7 de London City Airways realizando su pronunciada aproximación al London City Airport en 1988.

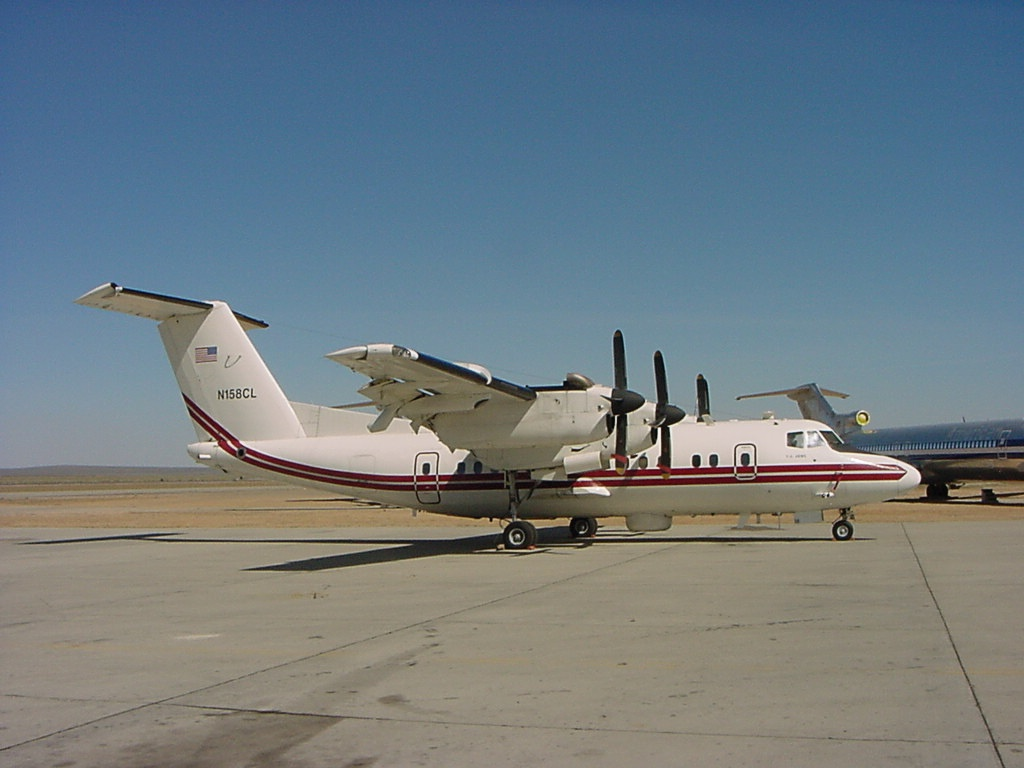
RC-7B (más tarde EO-5C) del Ejército estadounidense en el Aeropuerto de Mojave en 2001.

El desarrollo comenzó en 1972 y el prototipo voló por primera vez el 27 de marzo de 1975. Las pruebas se realizaron sin contratiempos, y la primera entrega tuvo lugar a Rocky Mountain Airways el 3 de febrero de 1978. El Dash 7 permitió a esta compañía explotar un servicio programado de pasajeros desde Denver hasta el Avon STOLport de Colorado, que estaba controlado por la línea aérea. El Avon STOLport estaba situado en un valle muy cerca de la estación de esquí de Vail. Otro aeródromo cercano a una estación de esquí servido por Rocky Mountain Airways con vuelos del Dash 7 desde Denver era el Aeropuerto de Steamboat Springs en Colorado. Con una pista relativamente corta de 4452 pies y una elevación de 6882 pies, el Dash 7 era bastante adecuado para realizar operaciones desde este aeropuerto situado en las Montañas Rocosas. Volando como Continental Express gracias a un acuerdo de compartición de código con Continental Airlines, Rocky Mountain Airways también operó el Dash 7 en el Aeropuerto de Telluride, situado en las Montañas de San Juan, al suroeste de Colorado, teniendo este aeropuerto de montaña una elevación de 9078 pies, que lo hace uno de los aeropuertos más elevados de los Estados Unidos.
El Aeropuerto de Kapalua, en la isla de Maui, Hawái, fue construido por Hawaiian Airlines con una pista de 3000 pies, diseñada específicamente para permitir las operaciones del Dash 7. Los vuelos programados con los nuevos turbohélice comenzaron el 1 de marzo de 1987. En 1993, este aeropuerto privado fue adquirido por el Estado de Hawái.
En 1984 se habían entregado cien turbohélice Dash 7, cuando la línea de montaje quedó suspendida en favor del Dash 8. Se entregaron otros 13 ejemplares entre 1984 y 1988, momento en que las líneas de producción fueron desmanteladas al comprar Boeing la compañía. El último Dash 7 fue comprado por Tyrolean Airways.
La Serie 100 original representa la inmensa mayor parte de los aviones entregados, y derivó en dos modelos: la versión de pasajeros DHC-7-102 y la combi -103, con puerta de carga agrandada. A estos le siguió la Serie 110, que cubría los requerimientos de la CAA británica, incluyendo los -110 y -111, y, finalmente, la Serie 150, que incluía capacidad adicional de combustible e interior mejorado en los -150 y -151. Se realizaron planes para una Serie 200 con los nuevos motores PT6A-50/7, que mejoraban la potencia en condiciones "hot-and-high", pero los mismos fueron archivados cuando Boeing finalizó la producción del diseño.
La mezcla de características del Dash 7 casó con un éxito comercial limitado. La mayoría de los operadores aéreos de turbohélice usaron el avión como conectores a grandes aeropuertos, donde las prestaciones STOL no se consideraban importantes. En comparación con otros conectores, los cuatro motores del Dash 7 requerían el doble de mantenimiento que el de un modelo bimotor, lo que aumentaba los costes operacionales. Finalmente, aquellos aeropuertos que necesitaban operaciones STOL de altas prestaciones eran pequeños en general y estaban bien servido por los Twin Otter; si un aeropuerto hubiera necesitado un avión mayor para servir a un cliente, habría construido una pista más larga. Una excepción a esto eran las operaciones en el Aeropuerto de la Ciudad de Londres (LCY), que, al abrir en 1987, era capaz de manejar otros pocos tipos de aviones además del Dash 7, debido a su pista relativamente corta y acusada aproximación. La pista en LCY fue alargada posteriormente y el ángulo de aproximación se redujo algo, y desde entonces acepta aviones comerciales como los Airbus A220, Airbus A318, British Aerospace BAe 146 y Embraer 190. Los criterios de ruido siguen siendo estrictos en comparación con otros aeropuertos internacionales.
El Dash 7 también consiguió una serie de encargos militares. El primero de ellos fue de dos aviones para las Fuerzas Armadas Canadienses, que los necesitaban para el transporte de pasajeros importantes y carga por Europa. Estos aviones recibieron la designación CC-132 y fueron entregados al 412 Transport Squadron en la Base Lahr de las Fuerzas Canadienses en Alemania Occidental.
El Ejército de los Estados Unidos opera varios aviones Dash 7 como plataformas de vigilancia, con la designación EO-5C (RC-7B antes de 2004), bajo el programa Airborne Reconnaissance Low (ARL).
El Departamento de Transportes de Canadá opera un único avión DHC-7-150IR que realiza misiones de vigilancia, monitoreo de contaminación y patrullas sobre hielo, como parte del Programa Nacional de Vigilancia Aérea del Departamento de Transportes de Canadá. La base del avión está en Ottawa, Ontario. Durante el verano, este avión realiza patrullas por el Ártico canadiense, Alaska y Groenlandia. Durante el otoño y el invierno, las realiza en los Grandes Lagos y en las costas oriental u occidental de Canadá, según se requiera.
En de Havilland se comenzó el diseño de un bimotor mucho más "convencional" en 1978, resultando en el extremadamente popular Dash 8. La línea de producción del Dash 7 entregó finalmente 113 aparatos, de los que se han perdido seis y uno ha sido desguazado. Muchos de los restantes permanecen en servicio.
La banda estadounidense Wilco lanzó una canción llamada "Dash 7" en su álbum A.M. de 1995.

## Variantes

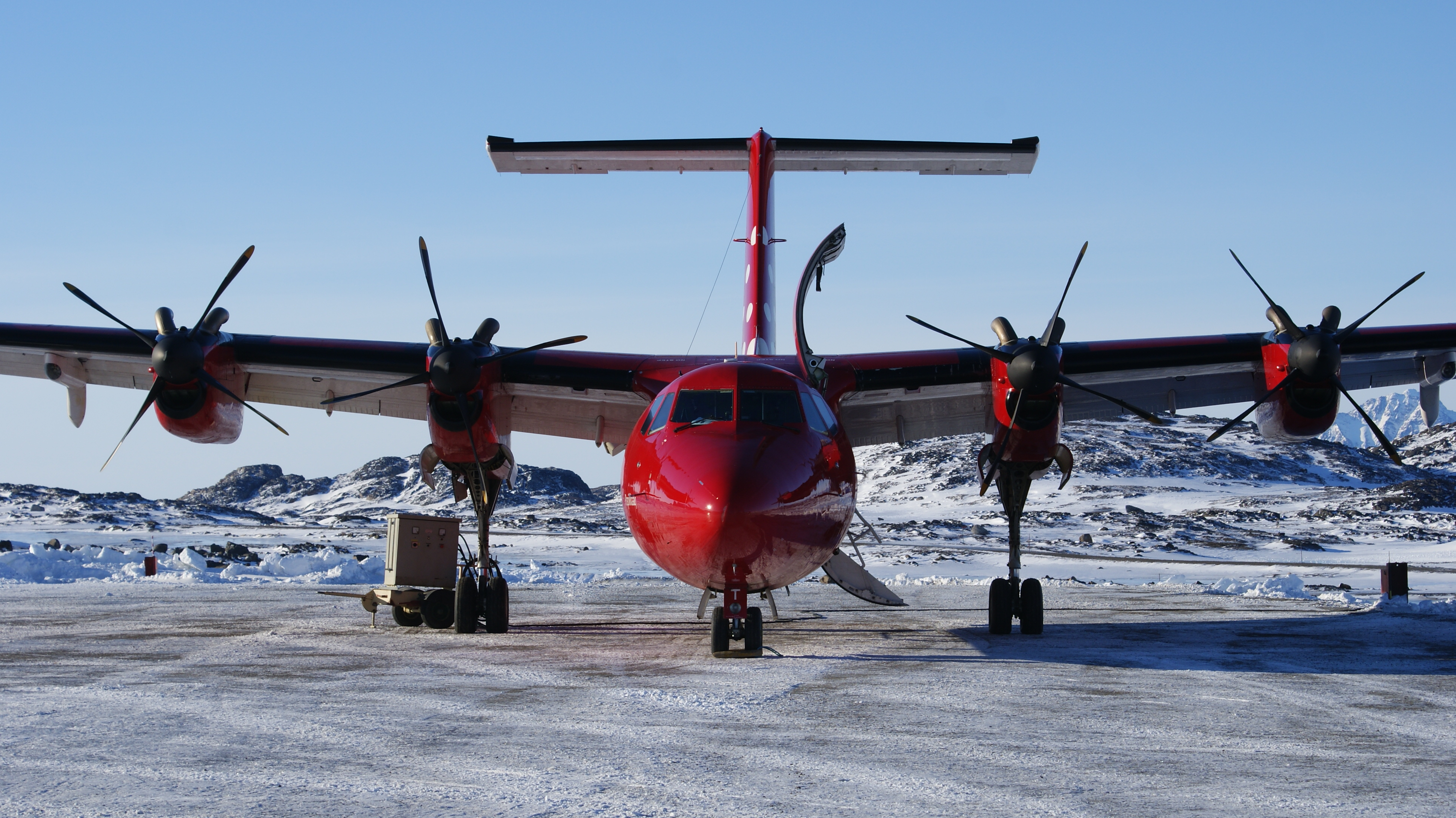
Model 103 operado por Air Greenland, con la compuerta de carga delantera abierta.

DHC-7-1
Prototipos, dos construidos.
DHC-7-100
Variante de pasajeros de producción con un máximo de 54 pasajeros (con peso al despegue de 20 000 kg).
DHC-7-101
Variante de pasajeros/carga con un máximo de 50 pasajeros y compuerta de carga delantera izquierda (con peso al despegue de 20 000 kg).
DHC-7-102
Variante de pasajeros de producción con un máximo de 54 pasajeros (con peso al despegue de 20 000 kg).
DHC-7-103
Variante de pasajeros/carga de producción con un máximo de 50 pasajeros y compuerta de carga delantera derecha (con peso al despegue de 20 000 kg).
DHC-7-110
DHC-7-102 certificado para su uso en el Reino Unido.
DHC-7-111
DHC-7-103 certificado para su uso en el Reino Unido.
DHC-7-150
Versión mejorada de 1978 con mayor peso cargado, capacidad de combustible aumentada y comodidades de los pasajeros mejoradas.
DHC-7-150IR
Un serie 150 modificado en 1986 para realizar patrullas sobre hielo/de control de la polución para el Departamento de Transporte, sobre el Ártico canadiense.
CC-132
Designación militar canadiense para la Serie 102/103.
O-5A ARL-I (Airborne Reconnaissance Low - IMINT)
Convertido por California Microwave Incorporated, 1991-92.
EO-5B ARL-C (Airborne Reconnaissance Low - COMINT)
Designación militar estadounidense para la Serie 102.
EO-5C ARL-M (Airborne Reconnaissance Low - Multi-sensor)
Convertido por California Microwave Incorporated, 1996.
RC-7B ARL-M (Airborne Reconnaissance Low - Multi-sensor)
Redesignados como EO-5C en 2004.

## Operadores

### Civiles
Argentina
- Kaikén Líneas Aéreas

 Canadá
- Air Tindi (3)
- Transport Canada (1)
- Voyageur Airways (7)
- Trans Capital Air (5)

 Colombia
- Helicol (1)

 Egipto
- Petroleum Air Services (5)

 Groenlandia
- Air Greenland (6)

 Guatemala
- Aviones Comerciales de Guatemala (Avcom) (1)
- Aéro Ruta Maya (1)

 Indonesia
- Pelita Air Service (6)

 Kenia
- Airkenya Express (2)

 Malasia
- Berjaya Air (3)

 Reino Unido
- British Antarctic Survey (1)

 Tanzania
- Regional Air Services (Tanzania) (1)

 Venezuela
- Línea Turística Aerotuy (1)

### Militares
Canadá
- Real Fuerza Aérea Canadiense (2)

 Estados Unidos
- Fuerza Aérea de los Estados Unidos (3)

 Venezuela
- Fuerza Aérea de Venezuela (1)

## Características
Referencia datos: Jane's All The World's Aircraft 1982–83

### Características generales
- Tripulación: Dos
- Capacidad: 50 pasajeros
- Longitud: 24,6 m (80,6 ft)
- Envergadura: 28,4 m (93 ft)
- Altura: 8 m (26,2 ft)
- Superficie alar: 80 m² (861,1 ft²)
- Perfil alar: raíz: NACA 63A418 mod; punta: NACA 63A415 mod[7]
- Peso vacío: 12 560 kg (27 682,2 lb)
- Peso máximo al despegue: 19 958 kg (43 987,4 lb)
- Planta motriz: 4× turbohélice Pratt & Whitney Canada PT6A-50.
  - Potencia: 840 kW (1158 HP; 1142 CV) cada uno.

### Rendimiento
- Velocidad máxima operativa (Vno): 428 km/h (266 MPH; 231 kt)
- Alcance: 1280 km (691 nmi; 795 mi) (con 50 pasajeros y equipaje)
- Techo de vuelo: 6400 m (20 997 ft) (7620 m (25 000 pies) sin pasajeros)[8]
- Régimen de ascenso: 5,7 m/s (1122 ft/min) (en ruta, flaps y tren arriba)

## Aeronaves relacionadas

### Desarrollos relacionados
- de Havilland Canada DHC-6 Twin Otter
- de Havilland Canada DHC-8 Dash 8

### Aeronaves similares
- Dornier 328
- Convair 540/580/600/640
- / ATR 42
- Fokker F27
- Hawker Siddeley HS 748
- Saab 340
- Antonov An-24

### Secuencias de designación
- Secuencia DHC-_ (interna de de Havilland Canada): ← DHC-4 Caribou - DHC-5 Buffalo - DHC-6 Twin Otter - DHC-7 (Dash 7) - DHC-8 (Dash 8)
- Secuencia C_-_ (Aeronaves de las Fuerzas Canadienses, 1968-presente): ← CC-129 - CC-130 - CX-131 - CC-132 - CT-133 - CT-134 - CH-135 →
- Secuencia C-_ (Aviones de Carga estadounidenses, 1962-presente): ← C-4 - C-5 - C-6 - C-7/B - C-8 - C-9 - C-10 (I) →
- Secuencia O-_ (Aviones de Observación (Control Aéreo Avanzado) estadounidenses, 1962-presente): ← O-2 - O-3 - O-4 - O-5 - O-6